# Múscul gluti major
El múscul gluti major (musculus gluteus maximus) és un múscul de la cama, en la regió glútia; és gruixut, romboidal i oblic. És el múscul més gran del cos humà. És una massa carnosa estreta i gruixuda d'una forma de quadrilàter, i forma la prominència de les natges. La gran grandària d'aquest múscul és un dels trets més característics del sistema muscular en éssers humans.
S'insereix per dalt i endins en el costat extern de la cresta ilíaca, en la línia corba posterior del coxal, lligament sacroilíac posterior, aponeurosi lumbar, cresta del sacre i còccix i lligament sacroilíac major; per sota i enfora (inserció distal), en el tracte íliotibial (la major part de les fibres) i, algunes fibres, en la tuberositat glútia del fèmur.
L'innerva el nervi gluti inferior. És un múscul extensor i rotador del fèmur; aixeca i sosté la pelvis. Té un paper fonamental en la posició erecta, fins al punt que els humans són més alts que un goril·la. El seu muscle antagonista és l'abductor de la cuixa.

## Imatges

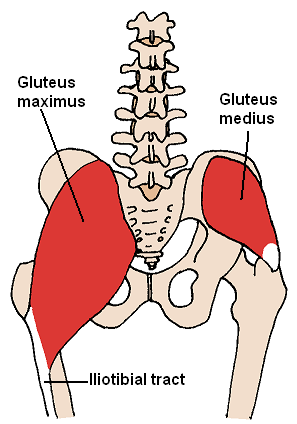
Músculs gluti major i gluti mitjà.
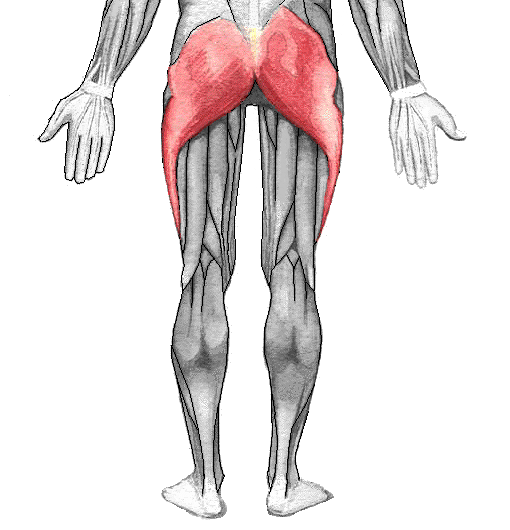
Múscul gluti major (en vermell).
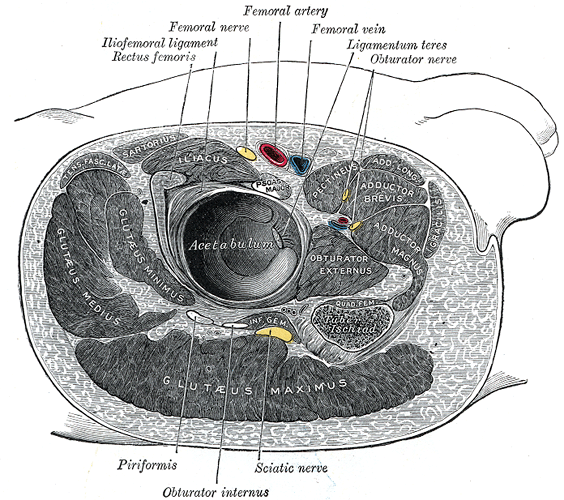
Estructures que envolten l'articulació del maluc dret. El gluti major és visible a la part inferior.
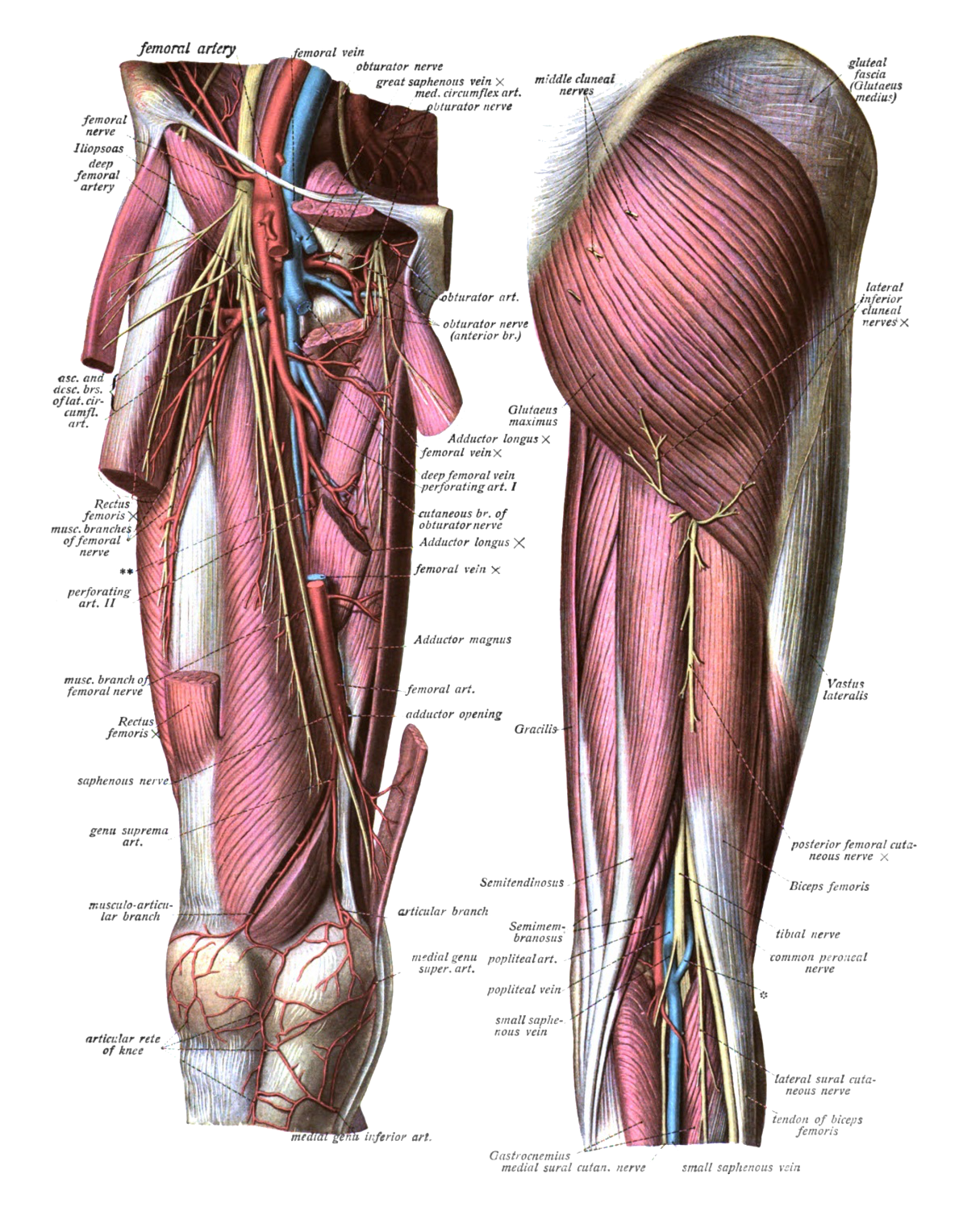
Innervació i irrigació de sang del múscul gluti major.
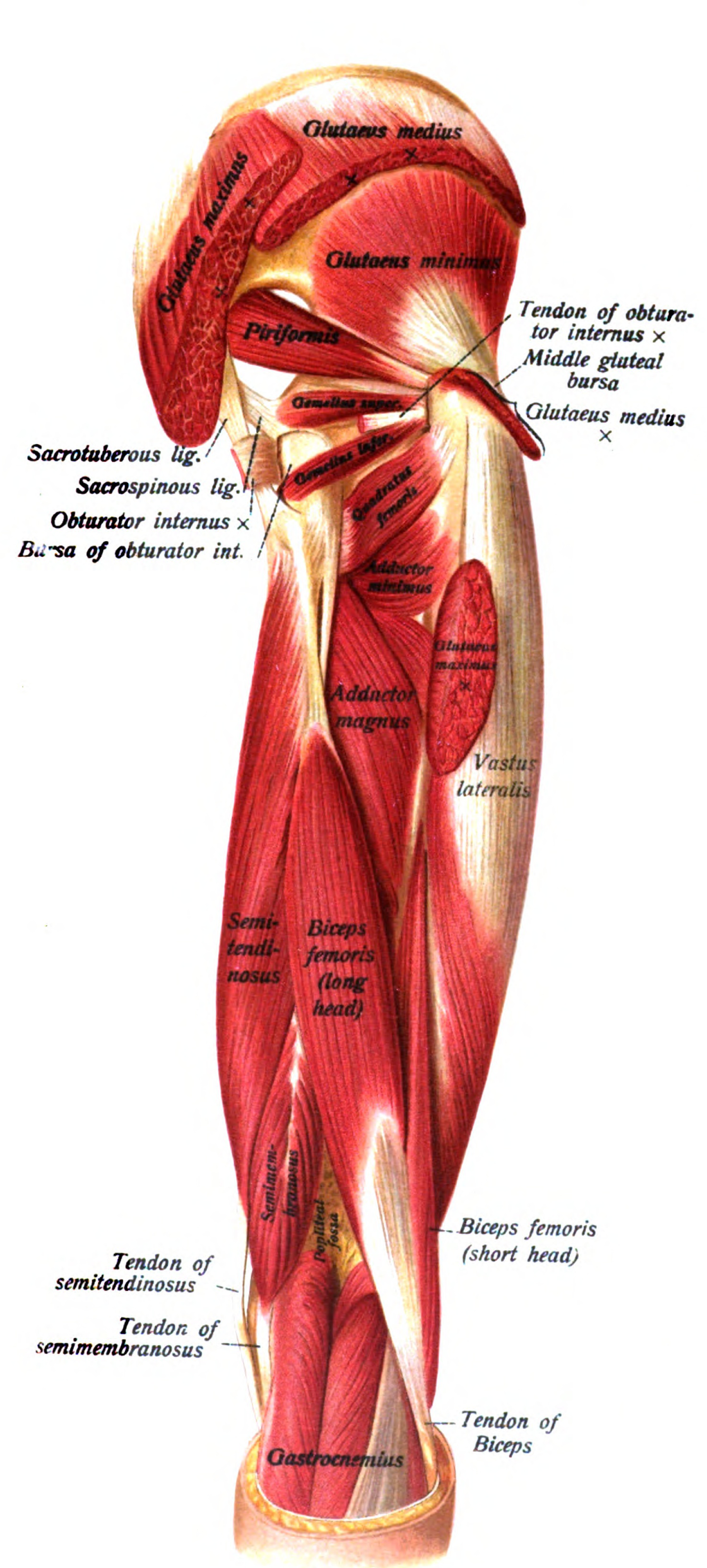
Secció del gluti major; es mostren estructures subjacents.
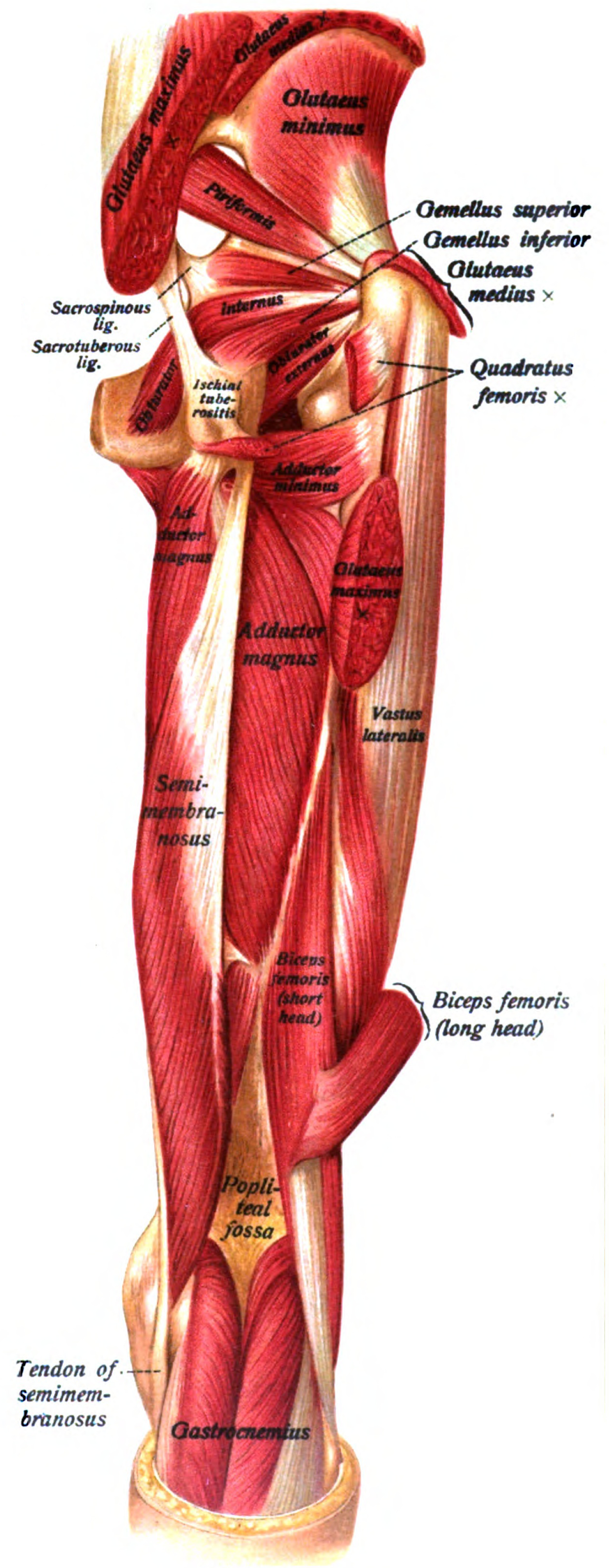
Secció del gluti major; es mostren estructures subjacents.
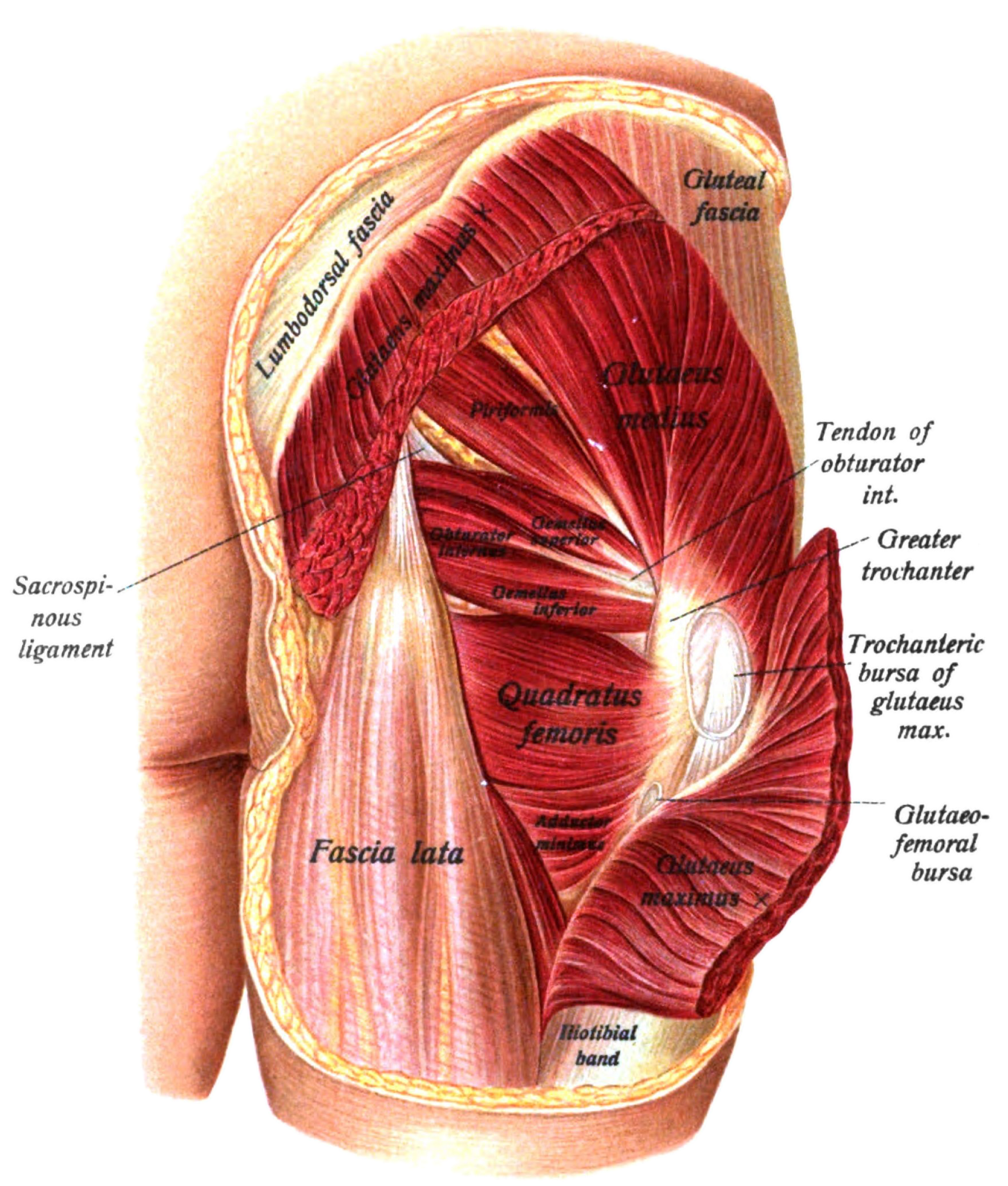
Estructures visibles sota el gluti major.
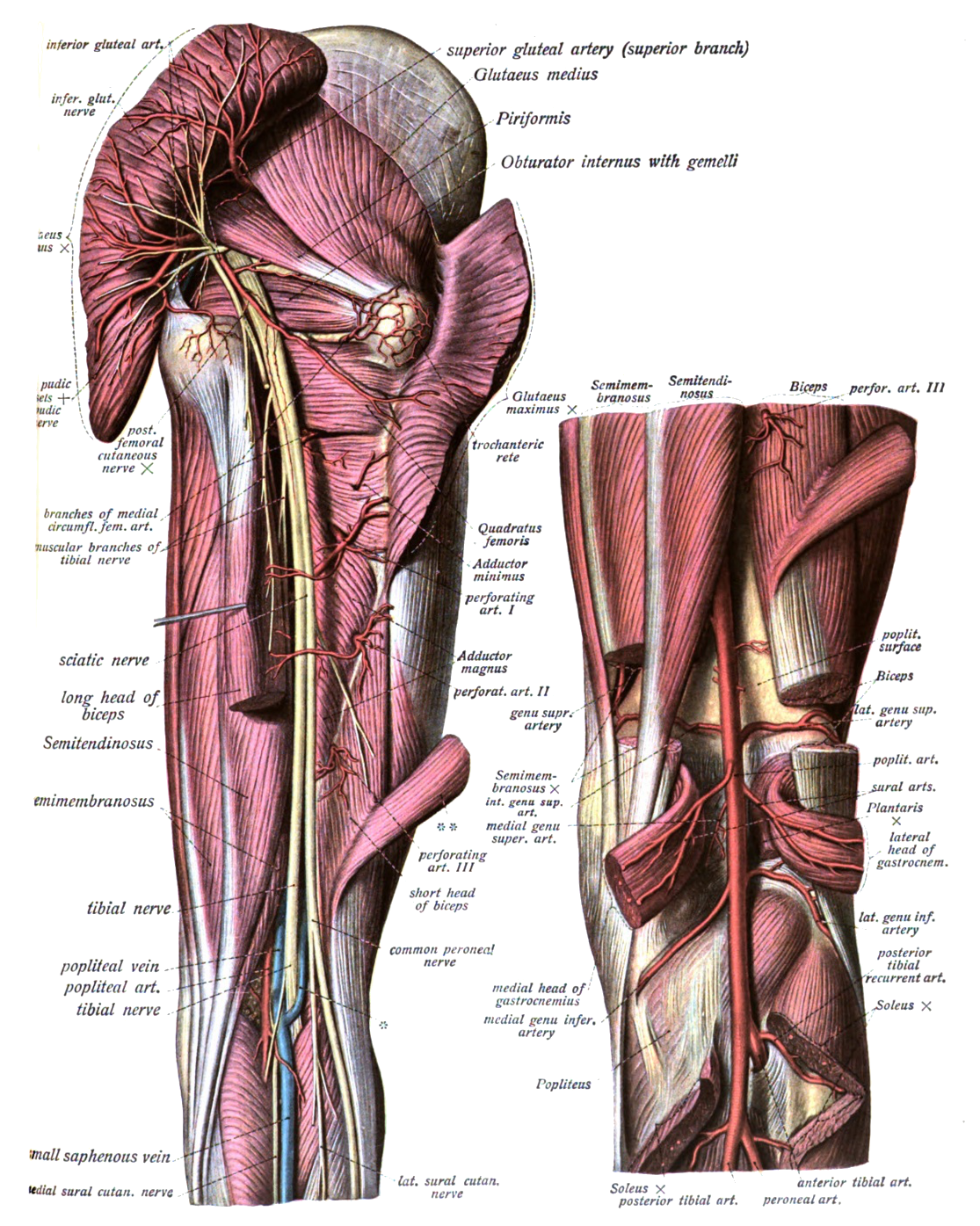
Innervació vista des de sota del gluti major.